# Herrerasaurus
Herrerasaurus ischigualastensis
Genre
Espèce
Synonymes
- Ischisaurus cattoi Reig, 1963
- Frenguellisaurus ischigualastensis Novas, 1986

Herrerasaurus est un genre éteint de dinosaures carnivores qui ont vécu au cours du Trias supérieur, il y a environ de 230 à 220 millions d’années en Argentine. Apparenté aux théropodes, ou considéré comme un saurischien basal, Herrerasaurus en est un représentant très primitif, précédant de 75 millions d’années l’apparition de l’allosaure et de 160 millions d’années celle du tyrannosaure, faisant de lui l'un des dinosaures les plus anciens connus.
Le spécimen type d'Herrerasaurus ischigualastensis, l'unique espèce du genre, a été découvert en 1961 dans la province de San Juan, dans la cordillère des Andes par Victorino Herrera, un paysan argentin et décrit par Osvaldo Reig en 1963. Pendant de nombreuses années, la classification d'Herrerasaurus est restée incertaine, car ce genre n'était connu qu'à partir de restes très fragmentaires. Il a été émis l'hypothèse qu'il était un théropode basal, un sauropodomorphe basal, un saurischien basal, ou même qu'il ne faisait pas partie des dinosaures, mais qu'il était un genre d'archosaurien. Cependant, avec la découverte d'un squelette presque complet et son crâne en 1988,, et grâce notamment à l’étude de sa mâchoire coulissante, Herrerasaurus a été classé comme étant un théropode basal ou un saurischien basal, avec de nombreux chercheurs le considérant — certains avec hésitation — comme le membre le plus primitif des théropodes.
Long de plus de trois mètres, bipède, Herrerasaurus était un prédateur capable de s'attaquer à pratiquement tous les vertébrés de son écosystème, notamment des herbivores quadrupèdes de l'ordre des rhynchosaures et de celui des dicynodontes, et des omnivores de l'ordre des étosaures. Ses mâchoires, pourvues d’une articulation souple et de dents incurvées, pouvaient facilement arracher la chair par un mouvement d’avant en arrière. Les trois griffes de ses pattes avant devaient aider également pour la chasse. À l’arrière, ses membres se terminaient également par des orteils griffus, dont un ergot orienté vers l’arrière à la manière des oiseaux.
Il cohabitait avec d’autres prédateurs, tel le rauisuchien géant Saurosuchus, dans un environnement de vallées fluviales, sous un climat sec et saisonnier.

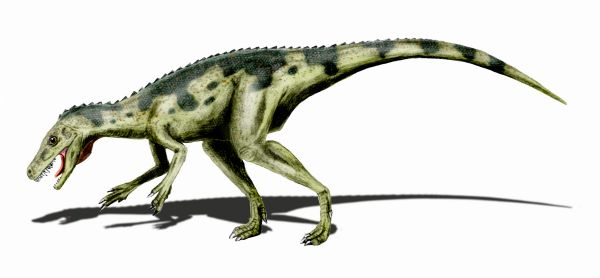
Autre vue d'artiste d'Herrerasaurus.

## Description
Herrerasaurus était un carnivore bipède de forme élancée avec une longue queue et une tête relativement petite. Sa longueur est estimée entre 3 et 5 mètres, et sa hauteur à la hanche à plus de 1,1 mètre. Il aurait peut-être pesé de 210 à 350 kilogrammes. Pour l'un des grands spécimens découverts, d'abord décrit comme un genre distinct, Frenguellisaurus, le crâne mesure 56 centimètres de long. Les plus petits spécimens ont des crânes d'environ 30 centimètres.

### Crâne

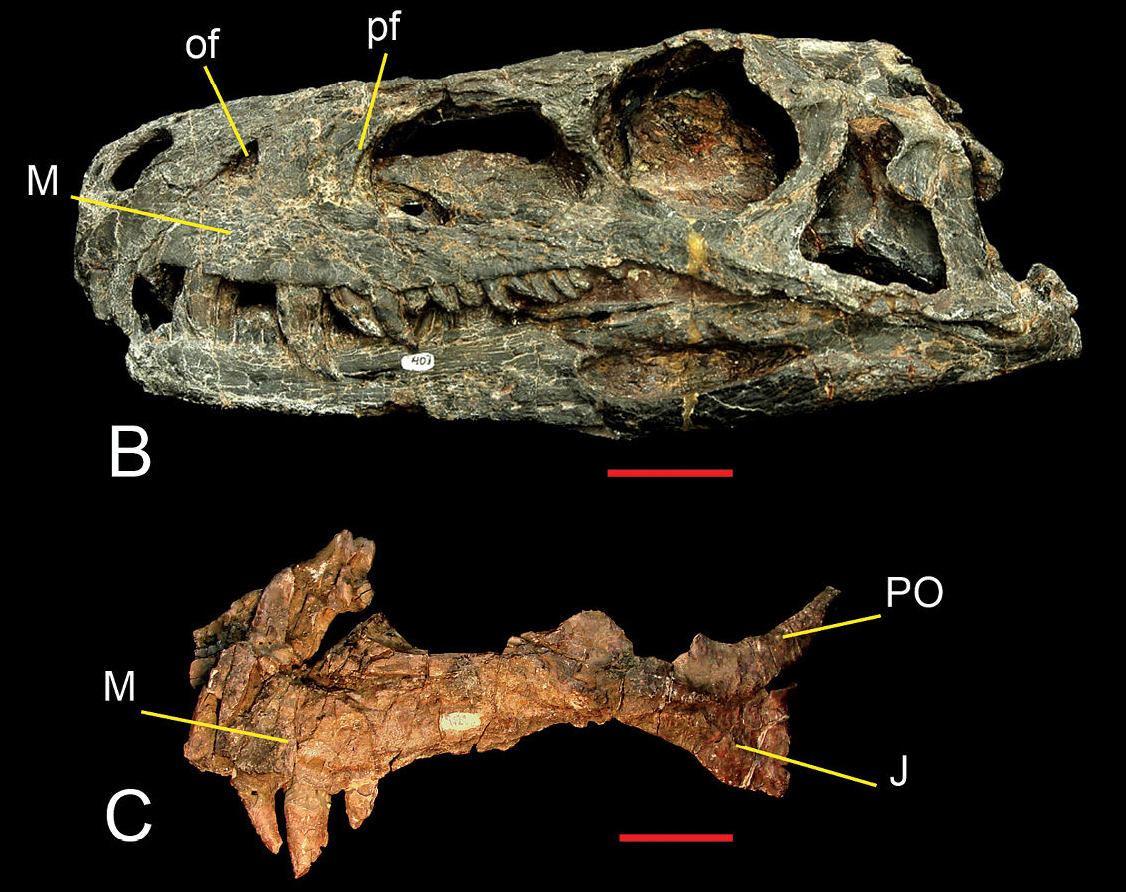
Premier crâne connu (spécimen PVSJ 407) et maxillaire gauche (PVSJ 053).

Herrerasaurus a un long crâne étroit auquel il manque presque toutes les spécialisations qui caractérisent les dinosaures plus tardifs, et ressemblait davantage à ceux d'archosauriformes plus primitifs tels qu'Euparkeria. Le crâne possède cinq paires de fenêtres, dont deux paires pour les yeux et les narines. Entre les yeux et les narines se trouvent deux fenêtres antéorbitaires et une paire de minuscules trous en forme de fente de 1 cm de long appelés fenêtres promaxillaires.
Herrerasaurus possède un joint souple dans la mâchoire inférieure qui pouvait glisser en arrière et ainsi lui permettre de saisir en mordant. Cette spécialisation crânienne est inhabituelle chez les dinosaures, mais a évolué indépendamment chez certains lézards. L'arrière de la mâchoire inférieure possède également un foramen. Les mâchoires sont dotées de grandes dents en forme de scie pour mordre et manger de la chair. Le cou était mince et flexible,.

### Membres

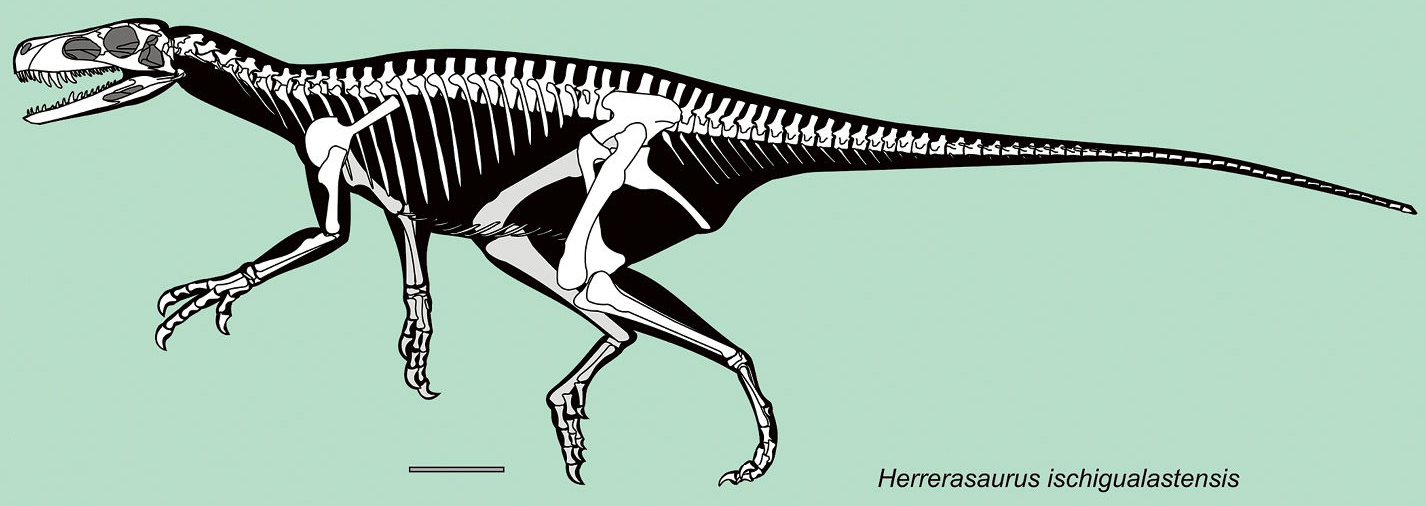
Reconstitution du squelette.

Les pattes avant d'Herrerasaurus sont inférieures à la moitié de la longueur de ses membres postérieurs. Le bras et l'avant-bras sont assez courts, tandis que la main est allongée. Les deux premiers doigts et le pouce se terminent par des griffes incurvées et acérées pour saisir des proies. Les quatrième et cinquième doigts sont des moignons sans griffes,.
Herrerasaurus était exclusivement bipède. Il possède de fortes pattes postérieures avec les cuisses courtes et d'assez longs pieds, ce qui indique qu'il était probablement un coureur rapide. Le pied a cinq orteils, mais seulement les trois du milieu (orteils II, III, et IV) portaient le poids de l'animal. Les orteils extérieurs (I et V) sont petits ; le premier orteil est doté d'une petite griffe. La queue, partiellement raidie, équilibrait le corps et était également adaptée pour la vitesse.

### Caractères ancestraux et dérivés
Herrerasaurus est une énigme en ce qu'il affiche des caractères que l'on retrouve dans les différents groupes de dinosaures, et plusieurs caractères trouvés dans les archosauriens non-dinosauriens. Bien qu'il partage la plupart des caractéristiques des dinosaures, il existe quelques différences, en particulier dans la forme de ses hanches et les os de ses membres postérieurs. Son bassin ressemble à celui des dinosaures saurischiens, mais il a un acetabulum qui n'est que partiellement ouvert. L'os iliaque, l'os principal de la hanche, est soutenu par deux vertèbres sacrales, un caractère de base. Cependant, le pubis pointe vers l'arrière, un caractère dérivé comme on le voit chez les droméosauridés et les oiseaux. En outre, la fin du pubis est en forme de botte, comme ceux des avethéropodes et le centrum des vertèbres a une forme de sablier que l'on retrouve chez Allosaurus.

## Découvertes
L'holotype d'Herrerasaurus (PVL 2566) a été découvert dans le Membre Cancha de Bochas de la Formation d'Ischigualasto près de San Juan, en Argentine. Il a été recueilli en 1961 par Victorino Herrera, dans les sédiments qui se sont déposés durant le Carnien, premier étage du Trias supérieur, il y a environ 235 à 221 millions d'années (Ma). À partir de PVL 2566, Osvaldo Reig décrit l'espèce Herrerasaurus ischigualastensis en 1963. Dans le même article, Reig nomme également une nouvelle espèce, Ischisaurus cattoi, à partir du spécimen MACN 18.060 recueilli en 1960 par Galileo Scaglia dans les dépôts carniens. Ischisaurus cattoi est désormais considérée comme un synonyme junior et un juvénile d'Herrerasaurus ischigualastensis.

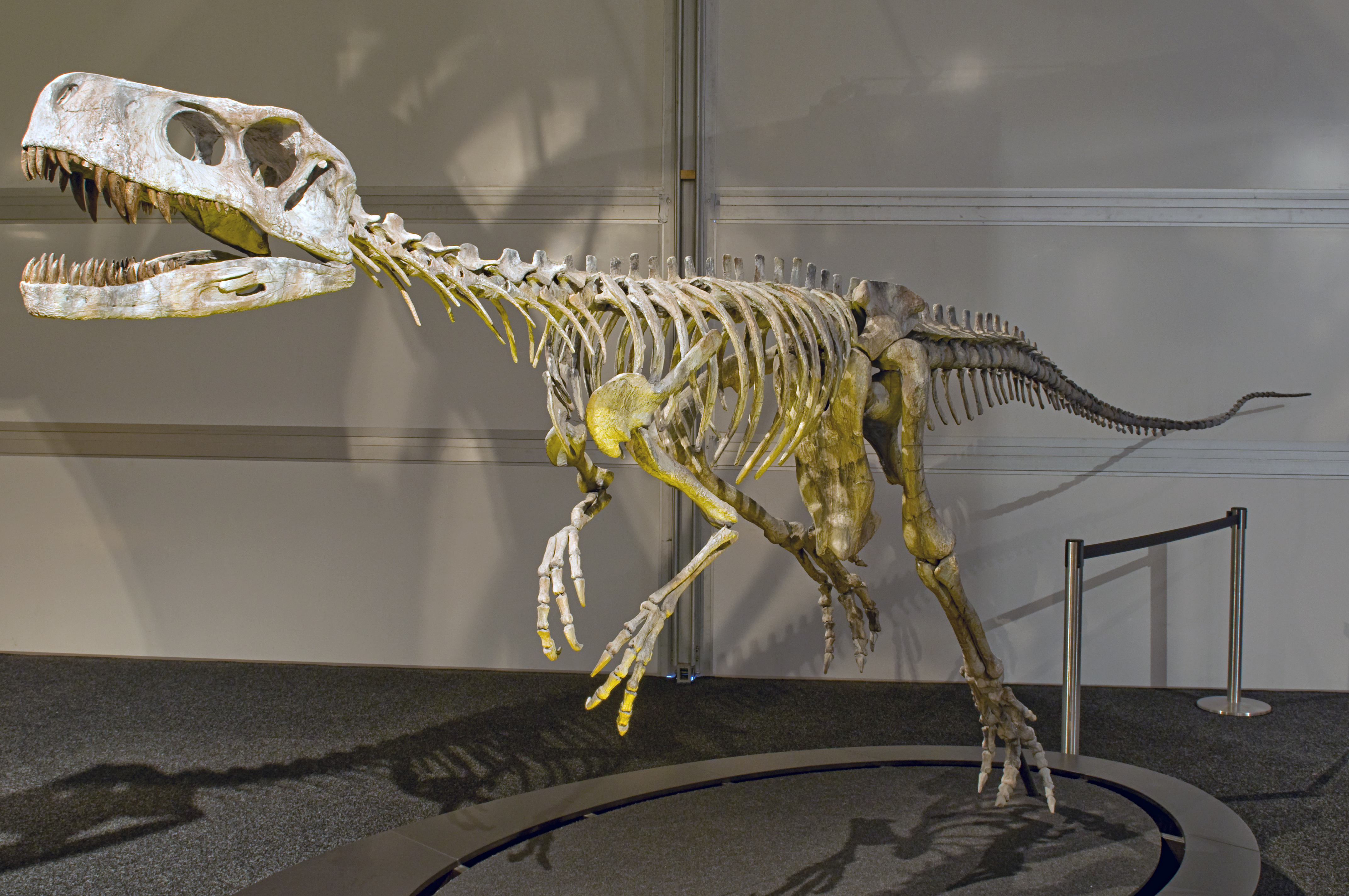
Réplique du squelette de Frenguellisaurus ischigualastensis. Cette espèce est considérée comme synonyme junior d'Herrerasaurus ischigualastensis.

Au fil des ans, la Formation d'Ischigualasto a livré d'autres fossiles finalement attribués à Herrerasaurus. En 1958, Alfred Romer a découvert dans les sédiments carniens le spécimen MCZ 7063, attribué à l'origine au genre Staurikosaurus. Les spécimens PVL 2045 et MLP 61-VII-2-2, ont été respectivement recueillis en 1959 et 1960, dans les sédiments qui se sont déposés durant le Norien, il y a environ 228 à 208 Ma. Scaglia a mis au jour en 1961 un nouveau spécimen d'Herrerasaurus (PVL 2558) également dans des couches de cette formation géologique âgées du Carnien. En 1990, le membre Cancha de Bochas a livré d'autres spécimens d'Herrerasaurus. Le spécimen PVSJ 53, à l'origine l'holotype de Frenguellisaurus ischigualastensis a été recueilli par Gargiulo et Oñate en 1975, dans les sédiments qui se sont déposés durant le Carnien.

## Classification
Deux cladogrammes publiés en 2011 aboutissent à des résultats un peu différents :
- Le premier établi par Fernando E. Novas, Martin D. Ezcurra, Sankar Chatterjee et T. S. Kutty, considère Herrerasaurus comme un saurischien basal et donc pas comme un théropode[15] ;

- Le second cladogramme réalisé par Hans-Dieter Sues, Sterling J. Nesbitt, David S. Berman et Amy C. Henrici place Herrerasaurus comme un théropode basal[16].

|  | †Herrerasaurus            |
|  |                           |
|  | †Staurikosaurus           |
|  |                           |
|  | †herrérasauridé non nommé |
|  |                           |

|  | †Tawa                                                      |
|  |                                                            |
|  | \| \| †Eoraptor \| \| \| \| \| \| Neotheropoda \| \| \| \| |
|  |                                                            |
|  | †Eoraptor                                                  |
|  |                                                            |
|  | Neotheropoda                                               |
|  |                                                            |

|  | †Eoraptor    |
|  |              |
|  | Neotheropoda |
|  |              |

|  | †Tawa                                                      |
|  |                                                            |
|  | \| \| †Eoraptor \| \| \| \| \| \| Neotheropoda \| \| \| \| |
|  |                                                            |
|  | †Eoraptor                                                  |
|  |                                                            |
|  | Neotheropoda                                               |
|  |                                                            |

|  | †Eoraptor    |
|  |              |
|  | Neotheropoda |
|  |              |

|  | †Tawa                                                      |
|  |                                                            |
|  | \| \| †Eoraptor \| \| \| \| \| \| Neotheropoda \| \| \| \| |
|  |                                                            |
|  | †Eoraptor                                                  |
|  |                                                            |
|  | Neotheropoda                                               |
|  |                                                            |

|  | †Eoraptor    |
|  |              |
|  | Neotheropoda |
|  |              |

|  | †Tawa                                                      |
|  |                                                            |
|  | \| \| †Eoraptor \| \| \| \| \| \| Neotheropoda \| \| \| \| |
|  |                                                            |
|  | †Eoraptor                                                  |
|  |                                                            |
|  | Neotheropoda                                               |
|  |                                                            |

|  | †Eoraptor    |
|  |              |
|  | Neotheropoda |
|  |              |

|  | †Herrerasaurus            |
|  |                           |
|  | †Staurikosaurus           |
|  |                           |
|  | †herrérasauridé non nommé |
|  |                           |

|  | †Tawa                                                      |
|  |                                                            |
|  | \| \| †Eoraptor \| \| \| \| \| \| Neotheropoda \| \| \| \| |
|  |                                                            |
|  | †Eoraptor                                                  |
|  |                                                            |
|  | Neotheropoda                                               |
|  |                                                            |

|  | †Eoraptor    |
|  |              |
|  | Neotheropoda |
|  |              |

|  | †Tawa                                                      |
|  |                                                            |
|  | \| \| †Eoraptor \| \| \| \| \| \| Neotheropoda \| \| \| \| |
|  |                                                            |
|  | †Eoraptor                                                  |
|  |                                                            |
|  | Neotheropoda                                               |
|  |                                                            |

|  | †Eoraptor    |
|  |              |
|  | Neotheropoda |
|  |              |

|  | †Tawa                                                      |
|  |                                                            |
|  | \| \| †Eoraptor \| \| \| \| \| \| Neotheropoda \| \| \| \| |
|  |                                                            |
|  | †Eoraptor                                                  |
|  |                                                            |
|  | Neotheropoda                                               |
|  |                                                            |

|  | †Eoraptor    |
|  |              |
|  | Neotheropoda |
|  |              |

|  | †Tawa                                                      |
|  |                                                            |
|  | \| \| †Eoraptor \| \| \| \| \| \| Neotheropoda \| \| \| \| |
|  |                                                            |
|  | †Eoraptor                                                  |
|  |                                                            |
|  | Neotheropoda                                               |
|  |                                                            |

|  | †Eoraptor    |
|  |              |
|  | Neotheropoda |
|  |              |

|  | †Herrerasaurus            |
|  |                           |
|  | †Staurikosaurus           |
|  |                           |
|  | †herrérasauridé non nommé |
|  |                           |

|  | †Tawa                                                      |
|  |                                                            |
|  | \| \| †Eoraptor \| \| \| \| \| \| Neotheropoda \| \| \| \| |
|  |                                                            |
|  | †Eoraptor                                                  |
|  |                                                            |
|  | Neotheropoda                                               |
|  |                                                            |

|  | †Eoraptor    |
|  |              |
|  | Neotheropoda |
|  |              |

|  | †Tawa                                                      |
|  |                                                            |
|  | \| \| †Eoraptor \| \| \| \| \| \| Neotheropoda \| \| \| \| |
|  |                                                            |
|  | †Eoraptor                                                  |
|  |                                                            |
|  | Neotheropoda                                               |
|  |                                                            |

|  | †Eoraptor    |
|  |              |
|  | Neotheropoda |
|  |              |

|  | †Tawa                                                      |
|  |                                                            |
|  | \| \| †Eoraptor \| \| \| \| \| \| Neotheropoda \| \| \| \| |
|  |                                                            |
|  | †Eoraptor                                                  |
|  |                                                            |
|  | Neotheropoda                                               |
|  |                                                            |

|  | †Eoraptor    |
|  |              |
|  | Neotheropoda |
|  |              |

|  | †Tawa                                                      |
|  |                                                            |
|  | \| \| †Eoraptor \| \| \| \| \| \| Neotheropoda \| \| \| \| |
|  |                                                            |
|  | †Eoraptor                                                  |
|  |                                                            |
|  | Neotheropoda                                               |
|  |                                                            |

|  | †Eoraptor    |
|  |              |
|  | Neotheropoda |
|  |              |

|  | †Herrerasaurus            |
|  |                           |
|  | †Staurikosaurus           |
|  |                           |
|  | †herrérasauridé non nommé |
|  |                           |

|  | †Tawa                                                      |
|  |                                                            |
|  | \| \| †Eoraptor \| \| \| \| \| \| Neotheropoda \| \| \| \| |
|  |                                                            |
|  | †Eoraptor                                                  |
|  |                                                            |
|  | Neotheropoda                                               |
|  |                                                            |

|  | †Eoraptor    |
|  |              |
|  | Neotheropoda |
|  |              |

|  | †Tawa                                                      |
|  |                                                            |
|  | \| \| †Eoraptor \| \| \| \| \| \| Neotheropoda \| \| \| \| |
|  |                                                            |
|  | †Eoraptor                                                  |
|  |                                                            |
|  | Neotheropoda                                               |
|  |                                                            |

|  | †Eoraptor    |
|  |              |
|  | Neotheropoda |
|  |              |

|  | †Tawa                                                      |
|  |                                                            |
|  | \| \| †Eoraptor \| \| \| \| \| \| Neotheropoda \| \| \| \| |
|  |                                                            |
|  | †Eoraptor                                                  |
|  |                                                            |
|  | Neotheropoda                                               |
|  |                                                            |

|  | †Eoraptor    |
|  |              |
|  | Neotheropoda |
|  |              |

|  | †Tawa                                                      |
|  |                                                            |
|  | \| \| †Eoraptor \| \| \| \| \| \| Neotheropoda \| \| \| \| |
|  |                                                            |
|  | †Eoraptor                                                  |
|  |                                                            |
|  | Neotheropoda                                               |
|  |                                                            |

|  | †Eoraptor    |
|  |              |
|  | Neotheropoda |
|  |              |

|  | †Staurikosaurus                                                  |
|  |                                                                  |
|  | \| \| †Herrerasaurus \| \| \| \| \| \| †Chindesaurus \| \| \| \| |
|  |                                                                  |
|  | †Herrerasaurus                                                   |
|  |                                                                  |
|  | †Chindesaurus                                                    |
|  |                                                                  |

|  | †Herrerasaurus |
|  |                |
|  | †Chindesaurus  |
|  |                |

|  | †Daemonosaurus                                         |
|  |                                                        |
|  | \| \| †Tawa \| \| \| \| \| \| Neotheropoda \| \| \| \| |
|  |                                                        |
|  | †Tawa                                                  |
|  |                                                        |
|  | Neotheropoda                                           |
|  |                                                        |

|  | †Tawa        |
|  |              |
|  | Neotheropoda |
|  |              |

|  | †Daemonosaurus                                         |
|  |                                                        |
|  | \| \| †Tawa \| \| \| \| \| \| Neotheropoda \| \| \| \| |
|  |                                                        |
|  | †Tawa                                                  |
|  |                                                        |
|  | Neotheropoda                                           |
|  |                                                        |

|  | †Tawa        |
|  |              |
|  | Neotheropoda |
|  |              |

|  | †Staurikosaurus                                                  |
|  |                                                                  |
|  | \| \| †Herrerasaurus \| \| \| \| \| \| †Chindesaurus \| \| \| \| |
|  |                                                                  |
|  | †Herrerasaurus                                                   |
|  |                                                                  |
|  | †Chindesaurus                                                    |
|  |                                                                  |

|  | †Herrerasaurus |
|  |                |
|  | †Chindesaurus  |
|  |                |

|  | †Daemonosaurus                                         |
|  |                                                        |
|  | \| \| †Tawa \| \| \| \| \| \| Neotheropoda \| \| \| \| |
|  |                                                        |
|  | †Tawa                                                  |
|  |                                                        |
|  | Neotheropoda                                           |
|  |                                                        |

|  | †Tawa        |
|  |              |
|  | Neotheropoda |
|  |              |

|  | †Daemonosaurus                                         |
|  |                                                        |
|  | \| \| †Tawa \| \| \| \| \| \| Neotheropoda \| \| \| \| |
|  |                                                        |
|  | †Tawa                                                  |
|  |                                                        |
|  | Neotheropoda                                           |
|  |                                                        |

|  | †Tawa        |
|  |              |
|  | Neotheropoda |
|  |              |

|  | †Staurikosaurus                                                  |
|  |                                                                  |
|  | \| \| †Herrerasaurus \| \| \| \| \| \| †Chindesaurus \| \| \| \| |
|  |                                                                  |
|  | †Herrerasaurus                                                   |
|  |                                                                  |
|  | †Chindesaurus                                                    |
|  |                                                                  |

|  | †Herrerasaurus |
|  |                |
|  | †Chindesaurus  |
|  |                |

|  | †Daemonosaurus                                         |
|  |                                                        |
|  | \| \| †Tawa \| \| \| \| \| \| Neotheropoda \| \| \| \| |
|  |                                                        |
|  | †Tawa                                                  |
|  |                                                        |
|  | Neotheropoda                                           |
|  |                                                        |

|  | †Tawa        |
|  |              |
|  | Neotheropoda |
|  |              |

|  | †Daemonosaurus                                         |
|  |                                                        |
|  | \| \| †Tawa \| \| \| \| \| \| Neotheropoda \| \| \| \| |
|  |                                                        |
|  | †Tawa                                                  |
|  |                                                        |
|  | Neotheropoda                                           |
|  |                                                        |

|  | †Tawa        |
|  |              |
|  | Neotheropoda |
|  |              |

|  | †Staurikosaurus                                                  |
|  |                                                                  |
|  | \| \| †Herrerasaurus \| \| \| \| \| \| †Chindesaurus \| \| \| \| |
|  |                                                                  |
|  | †Herrerasaurus                                                   |
|  |                                                                  |
|  | †Chindesaurus                                                    |
|  |                                                                  |

|  | †Herrerasaurus |
|  |                |
|  | †Chindesaurus  |
|  |                |

|  | †Daemonosaurus                                         |
|  |                                                        |
|  | \| \| †Tawa \| \| \| \| \| \| Neotheropoda \| \| \| \| |
|  |                                                        |
|  | †Tawa                                                  |
|  |                                                        |
|  | Neotheropoda                                           |
|  |                                                        |

|  | †Tawa        |
|  |              |
|  | Neotheropoda |
|  |              |

|  | †Daemonosaurus                                         |
|  |                                                        |
|  | \| \| †Tawa \| \| \| \| \| \| Neotheropoda \| \| \| \| |
|  |                                                        |
|  | †Tawa                                                  |
|  |                                                        |
|  | Neotheropoda                                           |
|  |                                                        |

|  | †Tawa        |
|  |              |
|  | Neotheropoda |
|  |              |

|  | †Staurikosaurus                                                  |
|  |                                                                  |
|  | \| \| †Herrerasaurus \| \| \| \| \| \| †Chindesaurus \| \| \| \| |
|  |                                                                  |
|  | †Herrerasaurus                                                   |
|  |                                                                  |
|  | †Chindesaurus                                                    |
|  |                                                                  |

|  | †Herrerasaurus |
|  |                |
|  | †Chindesaurus  |
|  |                |

|  | †Daemonosaurus                                         |
|  |                                                        |
|  | \| \| †Tawa \| \| \| \| \| \| Neotheropoda \| \| \| \| |
|  |                                                        |
|  | †Tawa                                                  |
|  |                                                        |
|  | Neotheropoda                                           |
|  |                                                        |

|  | †Tawa        |
|  |              |
|  | Neotheropoda |
|  |              |

|  | †Daemonosaurus                                         |
|  |                                                        |
|  | \| \| †Tawa \| \| \| \| \| \| Neotheropoda \| \| \| \| |
|  |                                                        |
|  | †Tawa                                                  |
|  |                                                        |
|  | Neotheropoda                                           |
|  |                                                        |

|  | †Tawa        |
|  |              |
|  | Neotheropoda |
|  |              |

|  | †Staurikosaurus                                                  |
|  |                                                                  |
|  | \| \| †Herrerasaurus \| \| \| \| \| \| †Chindesaurus \| \| \| \| |
|  |                                                                  |
|  | †Herrerasaurus                                                   |
|  |                                                                  |
|  | †Chindesaurus                                                    |
|  |                                                                  |

|  | †Herrerasaurus |
|  |                |
|  | †Chindesaurus  |
|  |                |

|  | †Daemonosaurus                                         |
|  |                                                        |
|  | \| \| †Tawa \| \| \| \| \| \| Neotheropoda \| \| \| \| |
|  |                                                        |
|  | †Tawa                                                  |
|  |                                                        |
|  | Neotheropoda                                           |
|  |                                                        |

|  | †Tawa        |
|  |              |
|  | Neotheropoda |
|  |              |

|  | †Daemonosaurus                                         |
|  |                                                        |
|  | \| \| †Tawa \| \| \| \| \| \| Neotheropoda \| \| \| \| |
|  |                                                        |
|  | †Tawa                                                  |
|  |                                                        |
|  | Neotheropoda                                           |
|  |                                                        |

|  | †Tawa        |
|  |              |
|  | Neotheropoda |
|  |              |

|  | †Staurikosaurus                                                  |
|  |                                                                  |
|  | \| \| †Herrerasaurus \| \| \| \| \| \| †Chindesaurus \| \| \| \| |
|  |                                                                  |
|  | †Herrerasaurus                                                   |
|  |                                                                  |
|  | †Chindesaurus                                                    |
|  |                                                                  |

|  | †Herrerasaurus |
|  |                |
|  | †Chindesaurus  |
|  |                |

|  | †Daemonosaurus                                         |
|  |                                                        |
|  | \| \| †Tawa \| \| \| \| \| \| Neotheropoda \| \| \| \| |
|  |                                                        |
|  | †Tawa                                                  |
|  |                                                        |
|  | Neotheropoda                                           |
|  |                                                        |

|  | †Tawa        |
|  |              |
|  | Neotheropoda |
|  |              |

|  | †Daemonosaurus                                         |
|  |                                                        |
|  | \| \| †Tawa \| \| \| \| \| \| Neotheropoda \| \| \| \| |
|  |                                                        |
|  | †Tawa                                                  |
|  |                                                        |
|  | Neotheropoda                                           |
|  |                                                        |

|  | †Tawa        |
|  |              |
|  | Neotheropoda |
|  |              |

|  | †Staurikosaurus                                                  |
|  |                                                                  |
|  | \| \| †Herrerasaurus \| \| \| \| \| \| †Chindesaurus \| \| \| \| |
|  |                                                                  |
|  | †Herrerasaurus                                                   |
|  |                                                                  |
|  | †Chindesaurus                                                    |
|  |                                                                  |

|  | †Herrerasaurus |
|  |                |
|  | †Chindesaurus  |
|  |                |

|  | †Daemonosaurus                                         |
|  |                                                        |
|  | \| \| †Tawa \| \| \| \| \| \| Neotheropoda \| \| \| \| |
|  |                                                        |
|  | †Tawa                                                  |
|  |                                                        |
|  | Neotheropoda                                           |
|  |                                                        |

|  | †Tawa        |
|  |              |
|  | Neotheropoda |
|  |              |

|  | †Daemonosaurus                                         |
|  |                                                        |
|  | \| \| †Tawa \| \| \| \| \| \| Neotheropoda \| \| \| \| |
|  |                                                        |
|  | †Tawa                                                  |
|  |                                                        |
|  | Neotheropoda                                           |
|  |                                                        |

|  | †Tawa        |
|  |              |
|  | Neotheropoda |
|  |              |

En 2017, une analyse phylogénétique très complète des premiers dinosaures, réalisée par Matthew Baron, David Norman et Paul Barrett, a abouti à une hypothèse qui positionne les Herrerasauridae dans le clade des Saurischia, en tant que groupe frère de Sauropodomorpha. Cette étude, remettant en cause la classification adoptée par la communauté scientifique, ne considère plus les théropodes comme des saurischiens, mais les regroupent avec les ornithischiens au sein d'un même nouveau clade appelé Ornithoscelida.

### Historique de la classification
En 1963, lors de la description d'Herrerasaurus, Osvaldo Reig pense qu'il est en présence d'un des premiers exemples de carnosaures, mais sa classification fait l'objet de nombreux débats au cours des 30 années suivantes, et le genre est classé diversement pendant ce temps. En 1970, Rodney Steel place Herrerasaurus parmi les prosauropodes. En 1972, Peter Galton classe le genre à la base des saurischiens. Plus tard, en utilisant une analyse cladistique, certains chercheurs mettent Herrerasaurus et Staurikosaurus à la base de l'arbre phylogénétique des dinosaures, avant la séparation entre ornithischiens et saurischiens,,,. En 1989, des chercheurs classent les restes comme non dinosauriens.
Herrerasaurus donne son nom à sa famille, Herrerasauridae, définie par Juan Benedetto en 1973, un groupe de saurichiens du Trias supérieur faisant partie des premiers représentants de la radiation évolutive des dinosaures. Fernando Novas, en 1992, définit Herrerasauridae comme incluant Herrerasaurus, Staurikosaurus, et leur ancêtre commun le plus récent. Paul Sereno (1998) définit ce groupe comme le clade le plus inclusif contenant H. ischigualastensis mais pas Passer domesticus, nom scientifique du moineau domestique. En 2004, Max Langer fournit la première définition phylogénétique d'un taxon de niveau supérieur, l'infra-ordre Herrerasauria.
La place d'Herrerasaurus et de ses proches parents sur le début de l'arbre d'évolution des dinosaures n'est pas claire. De nombreuses analyses ont trouvé qu'ils étaient des théropodes basaux, bien qu'ils puissent en fait être des saurischiens basaux ou même ne pas être des dinosaures, sur une lignée antérieure à la scission saurischiens-ornithischiens,. La plupart des analyses, comme celles de Sterling Nesbitt et ses collègues en 2009, ont considéré Herrerasaurus et ses parents comme des théropodes basaux. D'autres études, comme celle d'Ezcurra en 2010 lors de description de Chromogisaurus, un sauropodomorphe provenant également de la Formation d'Ischigualasto, ont trouvé qu'ils appartenaient au groupe frère du clade des Eusaurischia, c'est-à-dire plus proche de la base de l'arbre des saurischiens que les vrais théropodes ou sauropodomorphes.

## Paléobiologie
Les dents d'Herrerasaurus le désignent comme un carnivore et sa taille indique qu'il aurait eu comme proies des herbivores de tailles petites et moyennes. Ces proies pourraient inclure d'autres dinosaures, comme Pisanosaurus, ainsi que des rhynchosaures et synapsides en nombre plus élevé dans son environnement. Herrerasaurus lui-même pourrait avoir été la proie de rauisuchiens géants comme Saurosuchus, des blessures par perforation ayant été trouvés sur un crâne.
Des coprolithes (d'excréments fossilisés) contenant de petits os, mais sans trace de fragments de plantes, découverts dans la Formation d'Ischigualasto, ont été attribuées à Herrerasaurus en se fondant sur l'abondance des fossiles. L'analyse minéralogique et chimique de ces coprolithes indique que si celles-ci avaient bien produites par Herrerasaurus, ce carnivore pouvait digérer les os.
Les comparaisons entre les anneaux scérotiques d'Herrerasaurus et ceux des oiseaux modernes et des reptiles suggèrent qu'il aurait pu avoir un comportement cathéméral, en n'étant actif que pendant de courts intervalles.

## Culture populaire
Herrerasaurus apparaît dans quelques médias : 
- Herrerasaurus apparaît dans la série le Monde Perdu mais il ressemble plus à Dilophosaurus[32]. Dans cette adaptation Herrerasaurus chasse en meute.
- Des Herrerasaurus apparaissent brièvement dans Jurassic Park : The Game où ils attaquent les héros sur des montagnes russes.
- Herrerasaurus apparaît dans le jeu Jurassic World : Evolution, dans le pack "Carnivore Dinosaur Pack".
- Herrerasaurus est présent dans le jeu the Isle Evrima et The Isle legacy